# Ornements amérindiens
 (signalé en juillet 2025).
Si vous disposez d'ouvrages ou d'articles de référence ou si vous connaissez des sites web de qualité traitant du thème abordé ici, merci de compléter l'article en donnant les références utiles à sa vérifiabilité et en les liant à la section « Notes et références ».
- Archive Wikiwix
- Bing
- Cairn
- DuckDuckGo
- E. Universalis
- Gallica
- Google
- G. Books
- G. News
- G. Scholar
- Persée
- Qwant
- (zh) Baidu
- (ru) Yandex
- (wd) trouver des œuvres sur Wikidata

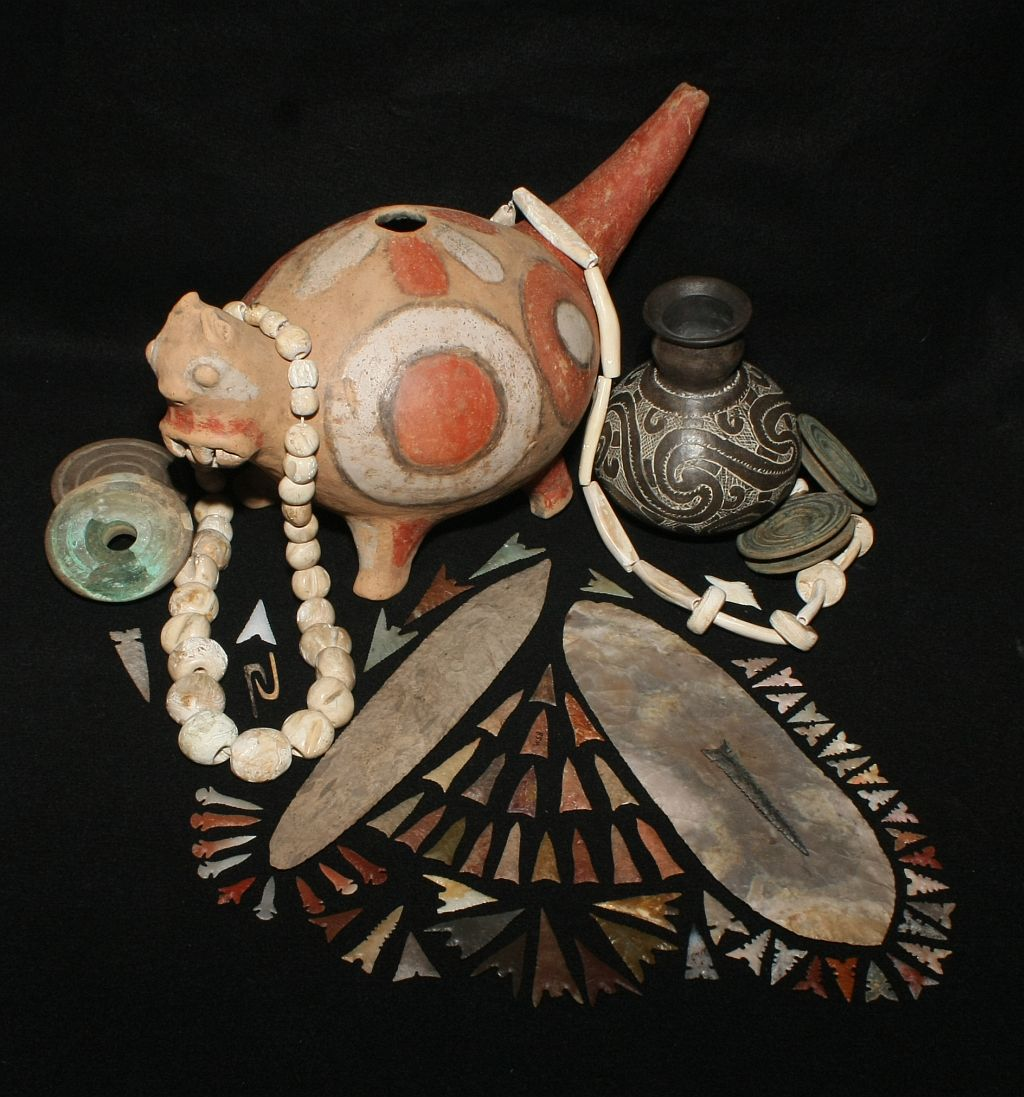
Artefacts amérindiens au (musée des cultures amérindiennes) de Bentonville, dans l'Arkansas.

Les ornements amérindiens sont généralement réalisés avec des tendons d'animal[Lequel ?] comme fil à coudre et de petits os comme aiguilles.
Les Amérindiens décoraient leurs vêtements et autres accessoires de plusieurs façons :
- des appliques en piquant de porc-épic ;
- des teintures végétales ;
- des franges ornées de perles faites de coquillage (wampum) ;
- des franges en poils d’orignal ;
- des franges de cuir.

Puis à l’arrivée des Européens :
- des broderies ;
- des appliques de perles de verre colorées (du perlage).

## Galerie

Sculpture maya représentant un dieu à l'apparence humaine. Il porte une grande coiffe faite de plumes et un costume décoré de nombreux ornements. Il porte également des sandales. Musée national d'anthropologie de Mexico;
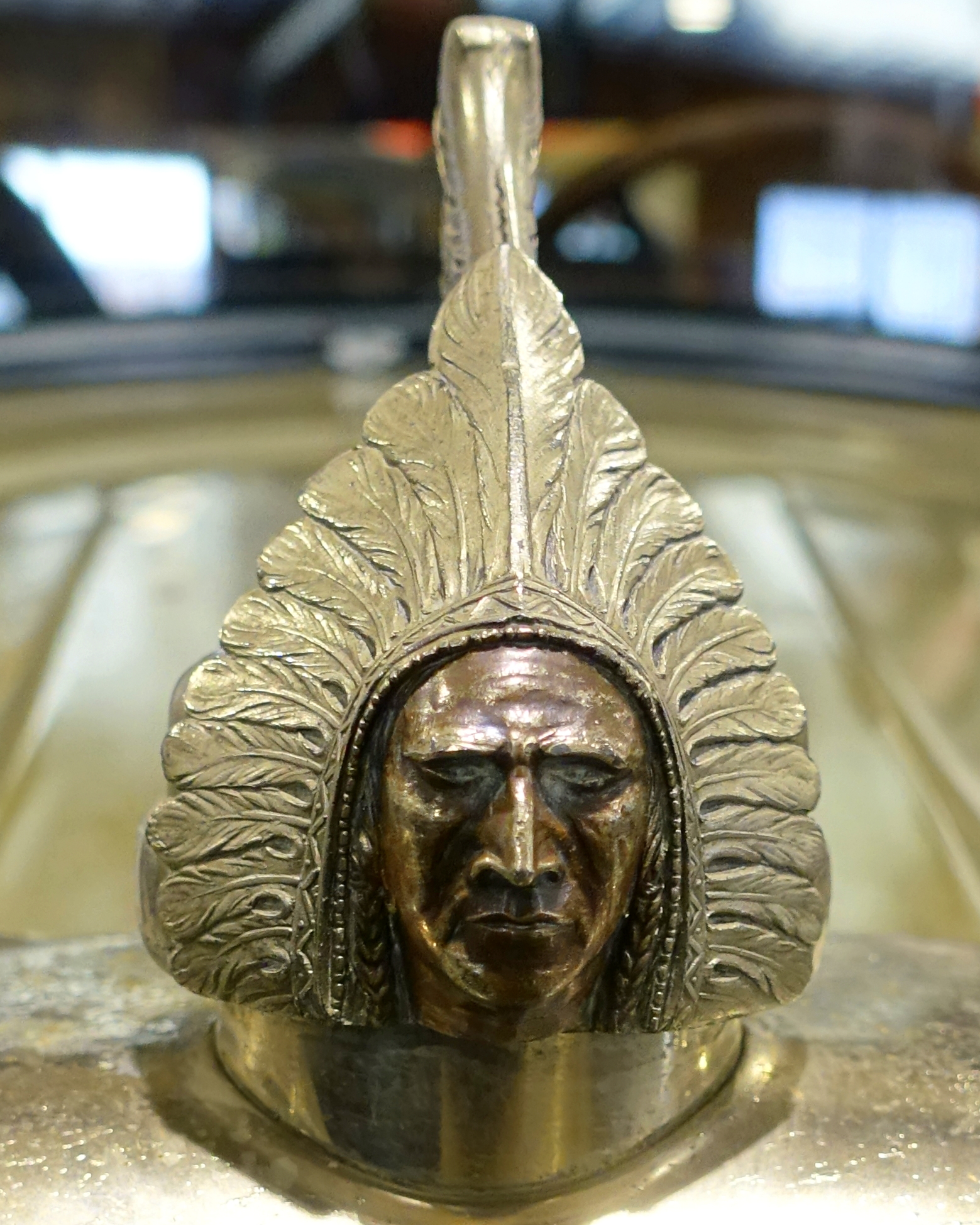
Ornements amérindiens (États-Unis) sur un autocar Pontiac deux portes, Musée de l'Automobile - El Segundo (Californie) ;
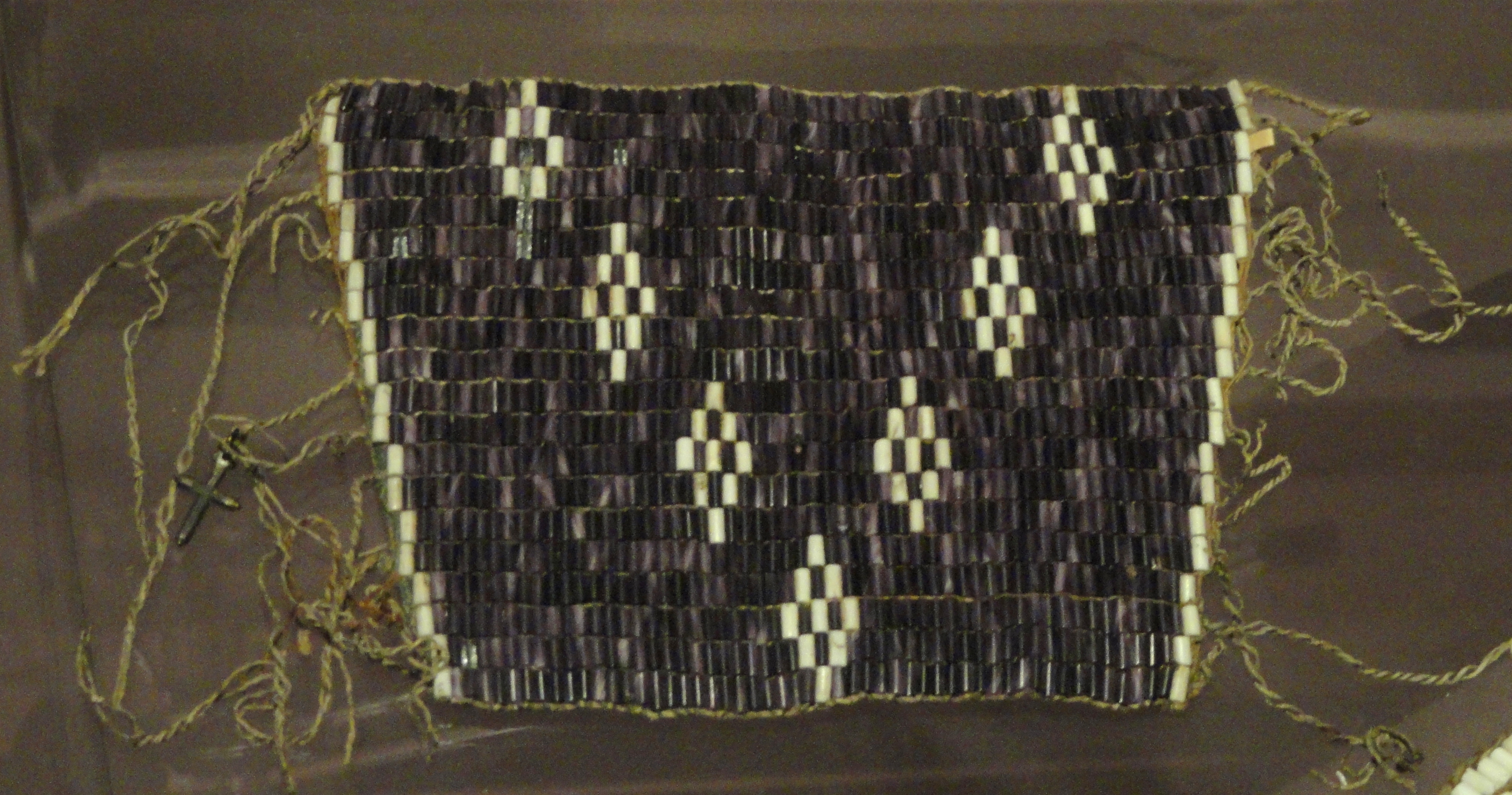
Ornement de poignet en wampum, probablement iroquois, XVIIIe siècle. Collection amérindienne du Museum Peabody, université Harvard, Cambridge (Massachusetts) ;
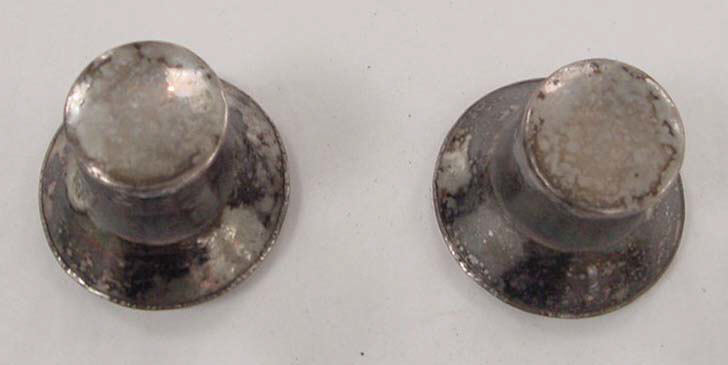
Ornements d'oreille (Pérou), MET
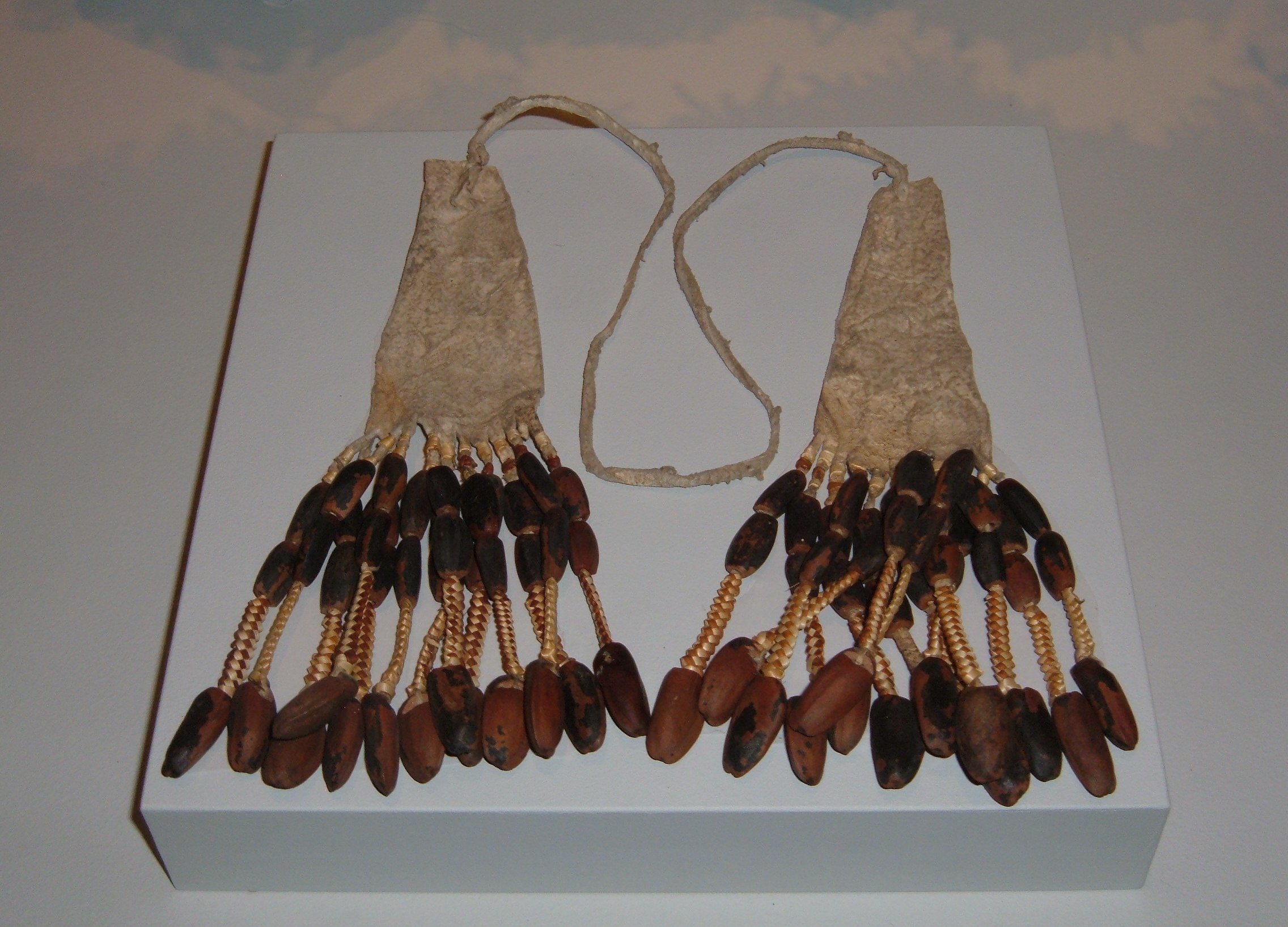
Ornements capillaires hupa, exposés au Centre Iris & B. Gerald Cantor de l'université Stanford, en Californie.